# Binder
Binder (mongoliska: Биндэр Сум, Биндэр, Binder Sum) är ett distrikt i Mongoliet.   Det ligger i provinsen Chentij, i den östra delen av landet, 280 km öster om huvudstaden Ulaanbaatar. Det är tänkbart att Djingis khan föddes här.